# Lycaste consobrina
A Lycaste consobrina az egyszikűek (Liliopsida) osztályának spárgavirágúak (Asparagales) rendjébe, ezen belül a kosborfélék (Orchidaceae) családjába tartozó faj.

## Előfordulása
A Lycaste consobrina eredeti előfordulási területe Közép-Amerika és Észak-Amerikának a legdélebbi részei. Főleg Nicaraguában és Guatemalában elterjedt. Mexikó több részén is fellelhető. Manapság világszerte kedvelt szobanövénnyé vált.

## Megjelenése
Ennek a növénynek a virágai élénk sárgák és kerekebbek, mint a rokonaié; továbbá nem túl illatosak.

## Képek

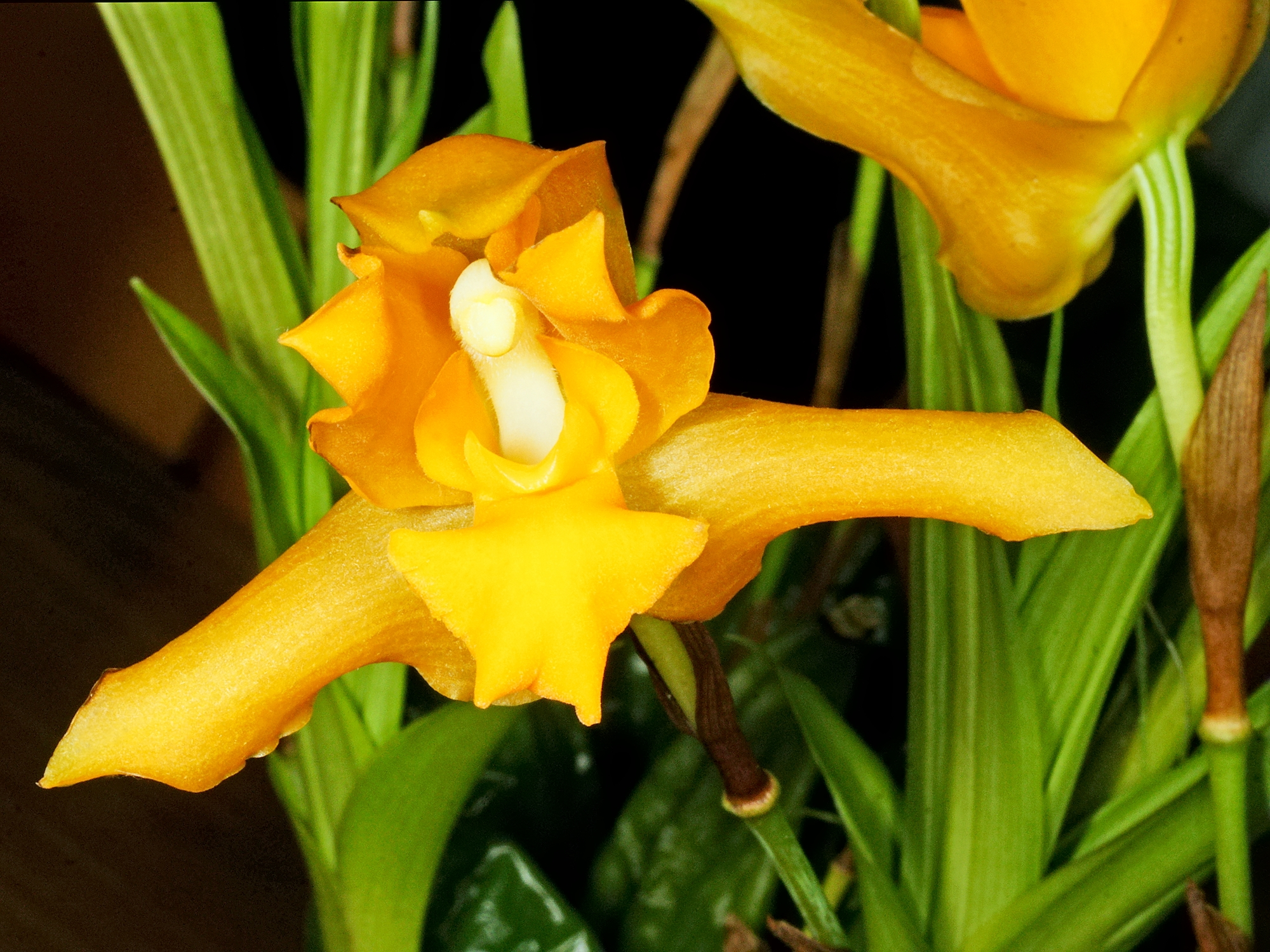
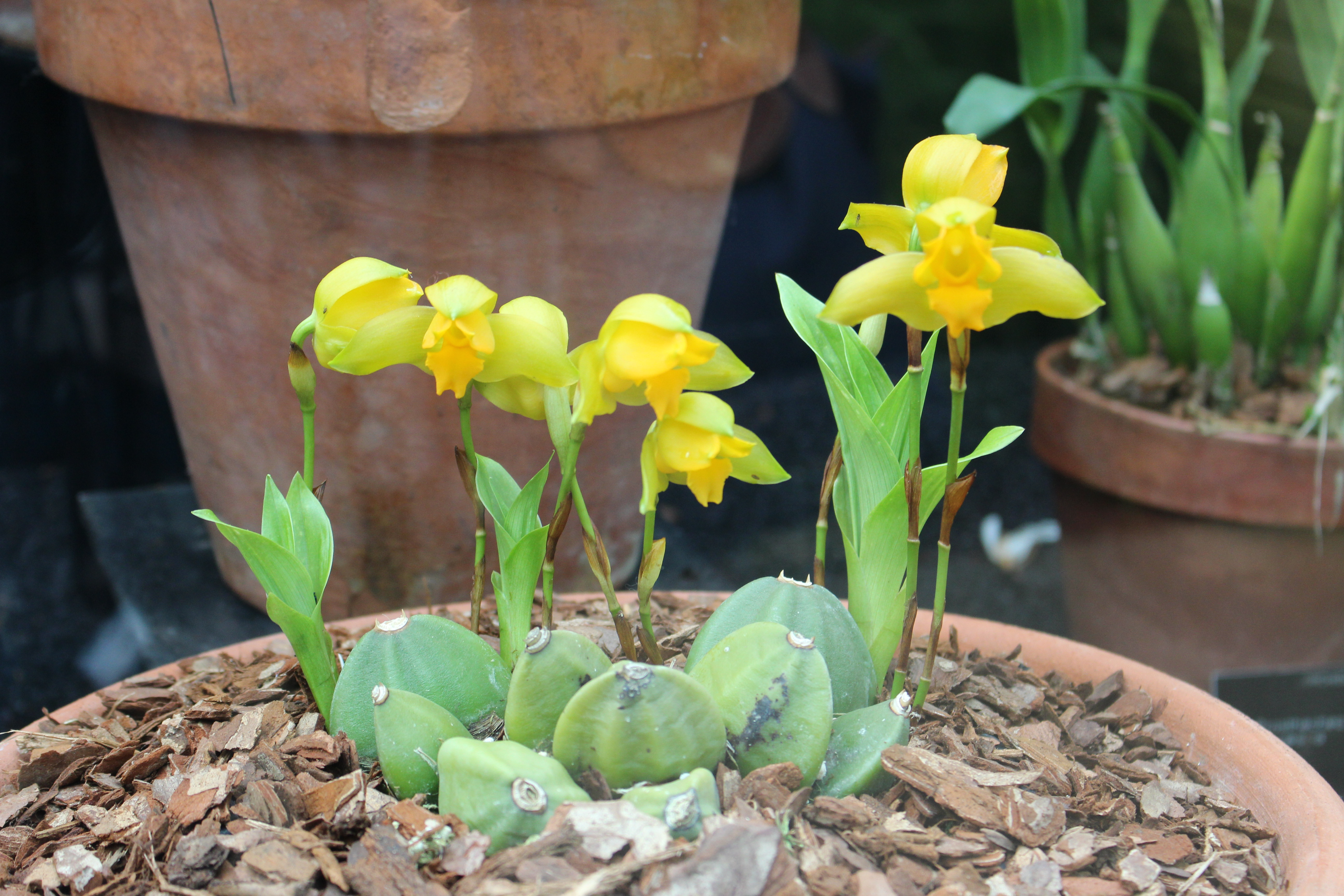